# Mensur Kurtishi
Mensur Kurtishi (ur. 25 marca 1986 w Kumanowie) – macedońsko-albański piłkarz od 2014 roku zawodnik Shkëndija Tetowo. Występuje na pozycji napastnika. W reprezentacji Macedonii zadebiutował w 2010 roku. Do 9 listopada 2013 roku rozegrał w niej 2 mecze.